# Ganges Chasma
Il Ganges Chasma è una valle presente sulla superficie di Marte, nella parte orientale della regione delle Valles Marineris, il più vasto sistema di canyon del Pianeta rosso.
Si tratta di una valle laterale dell'Eos Chasma, uno dei canyon principali della regione. Il suo letto è ricoperto per la maggior parte da depositi alluvionali provenienti dalle pareti della valle, che sembrano essere collassate e precipitate sul fondo in numerosi punti, come è stato possibile individuare grazie alle fotografie inviate a Terra dalla sonda Mars Global Surveyor nel 2001.